# الفتى هاردي

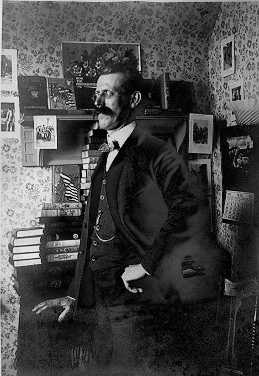
إدوارد ستراتماير

الأخوان فرانك وجو هاردي؛ شخصيات خيالية تظهر في العديد من سلاسل الغموض للأطفال والمراهقين. تدور أحداث المسلسل حول المراهقَين المحققَين، إذ يقومون بحل القضايا التي أذهلت نظراءهم البالغين. ابتكر الشخصيات الكاتب الأمريكي إدوارد ستراتماير، مؤسس شركة نقابة ستراتماير لتغليف الكتب، وقد كتب العديد من كتب الأشباح، أبرزها ليزي ماكفارلين، تحت الاسم المستعار الجماعي فرانكلين دبليو ديكسون.
ظهرت قصة الفتى هاردي أول مرة منذ 1927. ومن عام 1959 إلى عام 1973، جرت مراجعة أول 38 كتابًا على نطاق واسع، إلى حد كبير لإزالة صور القوالب النمطية العنصرية؛ كما جرى استهدافهم أيضًا للقراء الأصغر سنًا من طريق إعادة كتابتهم بأسلوب أبسط وموجه نحو العمل للتنافس مع التلفزيون.
أنشأت سلسلة الفتى هاردي الجديدة ملفات قضية الفتى هاردي في عام 1987، وتضمنت جرائم القتل والعنف والتجسس الدولي. انتهت سلسلة «قصص الفتى هاردي الغامضة» الأصلية عام.2005 أطلقت سلسلة جديدة (الإخوة السريون) في العام نفسه، وتضم نسخًا محدثة من الشخصيات التي تروي مغامراتهم من منظور الشخص الأول. انتهى الأخوة السريون في عام 2012، واستُبدل في عام 2013 بمغامرات الفتى هاردي، التي سردها أيضًا الشخص الأول.
من طريق هذه التغييرات، ظلت الشخصيات مشهورة. تبيع الكتب أكثر من مليون نسخة سنويًا، وتنشر العديد من المجلدات الجديدة كل عام، وتُرجمت المغامرات إلى أكثر من 25 لغة. ظهر الأولاد في خمسة برامج تلفزيونية والعديد من ألعاب الفيديو، وساعدوا على الترويج للبضائع، مثل صناديق الغداء والجينز. لدى النقاد العديد من التفسيرات لطول عمر الشخصيات، ما يشير إلى أن الفتى هاردي يُجسد تحقيق الرغبات،  المثل الأمريكية للطفولة والذكورة، ومن المفارقات أن الأب الذي يحظى باحترام كبير يجادل بأنه غير كفء في الكتب اللاحقة، وإمكانية انتصار الخير على الشر.

## فرضية
الفتى هاردي، فرانك وجو هاردي أخوان مراهقان خياليان ومحققان هواة. فرانك يبلغ من العمر ثمانية عشر عامًا (ستة عشر عامًا في الإصدارات السابقة)، وجو يبلغ من العمر سبعة عشر عامًا (خمسة عشر عامًا في الإصدارات السابقة). كانا يعيشان في مدينة بايبورت على خليج بارميت مع والدهما المحقق فنتون هاردي ووالدتهما لورا هاردي وخالتهما جيرترود.  يذهب الإخوة إلى المدرسة الثانوية في بايبورت، وهما في الصف نفسه، ولكن نادرًا ما يجري ذكر المدرسة في الكتب، ولا تعيقهم أبدًا عن حل الألغاز. في القصص القديمة، غالبًا ما ترتبط ألغاز الأولاد بقضايا والدهم السرية. يطلب أحيانًا مساعدتهم في أوقات أخرى، ويعثرون على الأشرار والحوادث ذات الصلة. في سلسة الأخوة السريون (2005-2012) فإن هارديز هم أعضاء ويتلقون قضايا من المراهقين الأمريكيين ضد الجريمة. أحيانًا ما يساعد الفتى هاردي على حل الألغاز من قبل أصدقائهم شيت مورتون، وفيل كوهين وبيف هوبر وجيري جيلروي وتولي بريتو؛ وبصورة أقل من قبل صديقاتهم الأفلاطونيات كالي شو وايولا مورتون (أخت شيت).
في كل رواية، يشارك الفتى هاردي باستمرار في المغامرة والحركة. على الرغم من الخطر المتكرر، فإن الأولاد «لا يفقدون أبدًا أعصابهم... إنهم أولاد أقوياء، وأكثر حظًا وأكثر ذكاءً من أي شخص حولهم». إنهم يعيشون في جو من الغموض والمؤامرات: «لم تكن الكثير من الجنايات المتنوعة التي ارتكبت في بلدة صغيرة أمريكية بسيطة». القتل، وتجارة المخدرات، وخطف الخيول، وتهريب الماس، وسرقة البنوك، والاختطاف، والديناميت، والسطو، وسوء التصرف الطبي، وسرقة السيارات الكبيرة، وحتى (في الأربعينيات) اختطاف المواد الاستراتيجية والتجسس كل ذلك جرى مع بايبورت بمثابة نواة. مع وجود الكثير من القواسم المشتركة، لا يختلف الأولاد كثيرًا لدرجة أن أحد المعلقين يصفهم بطريقة مبهمة على النحو التالي: «شخصيات الأولاد تحطمت بنحو أساسي بهذه الطريقة. كان لفرانك شعر داكن؛ وكان جو أشقر». عمومًا، «كان فراك هو المفكر بينما كان جو أكثر اندفاعًا، وربما كان رياضيًا أكثر قليلًا».